# Il ventaglio
Il ventaglio è un'opera teatrale in tre atti in prosa di Carlo Goldoni, scritta a Parigi nel novembre del 1764 e messa in scena, con successo, nel Teatro San Luca di Venezia verso la fine del Carnevale del 1765, a febbraio. 
L'iniziale stesura era un canovaccio che era stato portato in scena a Parigi dagli attori della Comédie Italienne il 17 maggio 1763, con scarso successo.
Con questa commedia, l'autore ritornò ai modi della commedia dell'arte per accontentare il pubblico francese che accorreva alla Comédie italienne proprio per spettacoli di quel tipo. Si tratta di una delle più celebri commedie del commediografo veneziano e che ha sempre avuto larga fortuna sui palcoscenici delle compagnie teatrali italiane.

## Trama
La scena è posta in un villaggio del Milanese: nella piazza si vedono le botteghe del calzolaio, dell'oste, dello speziale, della merciaia e alcune case. Evaristo dopo aver bevuto il caffè con il Barone del Cedro, si prepara ad andare a caccia. Passando davanti alla palazzina saluta Candida, di cui è innamorato. La giovane rispondendo con un inchino lascia cadere il ventaglio che si rompe; Evaristo, sentendosi responsabile, pensa di acquistarne uno nuovo da Susanna, la merciaia. Quindi in gran segreto affida il ventaglio alla contadina Giannina perché lo porti a Candida. 
Il calzolaio Crespino e l'oste Coronato, entrambi innamorati di Giannina, vogliono conoscere l'incarico affidatole, ma lei non tradisce il segreto. I due avversari ingelositi s'incolpano l'un l'altro e stanno per venire alle mani, ma interviene il Conte di Rocca Marina a calmare le acque. 
Susanna fa credere a Candida che Evaristo abbia regalato un ventaglio a Giannina; per cui Candida irata, si rifiuta di ricevere Giannina, che non può quindi consegnarle l'oggetto incriminato. Anzi, per dispetto, Candida decide di accettare la proposta di matrimonio del Barone del Cedro; mentre Giannina, sollecitata dal Conte, non ne vuol sapere di sposare Coronato. Di ritorno dalla caccia Evaristo apprende con dolore le intenzioni di Candida; si sfoga quindi con Giannina a cui lascia in dono il ventaglio. 
Prima Crespino, poi anche Coronato e Moracchio, fratello di Giannina, vorrebbero impossessarsi del ventaglio. Giannina infine lo consegna a Crespino che fugge, inseguito dagli altri due. Nella corsa urtano e fanno cadere Timoteo, lo speziale, che con le sue boccette stava recandosi in casa di Candida; cade anche Crespino, che perde il ventaglio di cui subito si impossessa Coronato. Crespino riesce a sottrarre il ventaglio al rivale e spera di essere preferito da Giannina. Intanto Evaristo è tutto contento, avendo potuto spiegare a Candida l'equivoco: come prova le porterà il ventaglio. 
Ma Giannina il ventaglio non l'ha più, e neppure Coronato. Crespino, da parte sua, ha tutto l'interesse a farlo sparire, per cui decide di regalarlo al Conte. Questi ne fa un regalo al Barone e da lui il Ventaglio passa finalmente nelle mani di Evaristo che lo consegnerà a Candida, come pegno di riconciliazione.

## Poetica
Secondo Giuseppe Ortolani, la commedia brilla per il ritmo dell'azione, per l'intreccio originale e incalzante che ruota intorno al lieve motivo di un ventaglio femminile, dapprima rotto, poi smarrito, e alla cui ricerca partecipa un intero villaggio. Anche François Livi sottolinea la profonda originalità dell'opera.

## Trasposizioni operistiche
Il Ventaglio di Goldoni è stato oggetto di alcune trasposizioni in opera:
- Il ventaglio Opera Buffa in 2 atti di Giuseppe Farinelli - libretto di Gaetano Rossi (da Carlo Goldoni)

Prima esecuzione presso il Teatro Nuovo di Padova il 23 luglio 1803
- Il ventaglio Commedia per Musica in 2 atti di Pietro Raimondi - libretto di Domenico Gilardoni

Prima esecuzione presso il Teatro Nuovo di Napoli il 22 gennaio 1831. Interpreti: Francesco Salvetti (Crispino), Valentino Fioravanti junior (Conte di Roccamonte), Raffaello Mancini (Coronato), Carolina Manzi (Susanna), Francesca Ceccherini (Donna Geltrude), Giovanni d'Ippolito (Palmatella), Lorenzo Lombardi (Baroncino del Cedro), Antonio Auriemma (Don Evaristo). 
Una delle opere di maggior successo di Pietro Raimondi, caduta nell'oblio per molti anni. È stata revisionata solo negli anni '70 del '900 ed edita per le Edizioni Otos Firenze.
Esiste una sola incisione discografica integrale dell'opera, effettuata alla Radio Svizzera Italiana, con interpreti:
A. Baldasserini, Giancarlo Ceccarini, Carlo Gaifa, Paolo Barbacini, Corinna Vozza, Cettina Cadelo, Dir. Bruno Rigacci - RSI Lugano 1978 - 2 CD
- Gli amanti sposi Opera in 3 atti di Ermanno Wolf-Ferrari - libretto di Giovacchino Forzano, Enrico Ettore Golisciani, Giuseppe Pizzolato e Luigi Sugana, da Carlo Goldoni (Il Ventaglio)

Prima esecuzione presso il Teatro La Fenice di Venezia il 19 febbraio 1925. Tra gli interpreti: il tenore Manfredi Polverosi (Giacinto), Bina De Marchini (Rosalba), Alba Di Marzio (Ninì), Giuseppina Bonetti (M.ma Floris), Giulio Alberti (Duca) - direttore il M° Pietro Fabbroni
- The Fan Opera comica in 2 atti di Lee Goldstein - libretto di Charles Kondek in lingua inglese (da Carlo Goldoni)

Prima esecuzione presso il Blackstone Theatre di Chicago il 17 giugno 1989